# Калашников, Илья Евгеньевич
Илья́ Евге́ньевич Кала́шников (род. 10 июля 1982; Петрозаводск, Карельская АССР, СССР) — российский футболист и тренер. Выступал на позиции полузащитника.

## Карьера

### Клубная
Воспитанник петрозаводского футбола, первый тренер — Александр Смирнов. Начал заниматься футболом в 1990 году в местной школе «Спартак». С 1995 года — в Ростовском футбольном интернате. В 1999—2000 годах выступал за «Ростсельмаш-2». В Премьер-лиге за основную команду дебютировал 28 сентября 2002 года в матче против «Сатурна» (2:1). В 2007 году перешёл в ростовский СКА. В 2009 году подписал контракт с подольским «Витязем». 2010 год начинал «Волгарь-Газпроме», но по ходу сезона перебрался в белгородский «Салют». Летом 2012 года пополнил ряды пензенского «Зенита». В сезоне 2015/16 защищал цвета клуба МИТОС. Завершил карьеру в 2017 году в «Академии им. Понедельника».

### Тренерская
С 2016 года — на тренерской работе. Был тренером в клубах «Аксай», МИТОС, «Академия футбола имени В. Понедельника», «Чайка», «Алания», «Ахмат». С 2024 года — старший тренер «Акрона».

## Достижения
- Финалист Кубка России: 2002/03
- Победитель зоны «Центр» Второго дивизиона: 2011/12